# Миколаївка (Камчатський край)
Миколаївка (рос. Николаевка) — село у Єлізовському районі Камчатського краю Російської Федерації.
Населення становить 1819 (2010) осіб. Входить до складу муніципального утворення Миколаївське сільське поселення.

## Історія
Від 1949 року належить до Єлізовського району. До 1 червня 2007 року у складі Камчатської області, відтак у складі Камчатського краю. Згідно із законом від 29 грудня 2004 року органом місцевого самоврядування є Миколаївське сільське поселення.

## Населення
| 2002 | 2007  | 2010  |
| ---- | ----- | ----- |
| 1839 | ↗1912 | ↘1819 |